# Evandro de Castro Lima
Evandro de Castro Lima (Salvador, 29 de janeiro de 1920 — Rio de Janeiro, 24 de fevereiro de 1985) foi um figurinista, bailarino e carnavalesco brasileiro.
Oriundo de família tradicional da Bahia, ficou conhecido ao disputar inúmeros concursos de fantasia. Venceu a disputa no Theatro Municipal do Rio de Janeiro por 21 vezes. Era concorrente de Clóvis Bornay. Em 1960, ao receber o primeiro prêmio no concurso do Copacabana Palace com a fantasia ESTÁTUA BARROCA recusou-se a prestar declarações a uma emissora de televisão, explicou em seu nome um auxiliar: "Estátua não fala"
Antes de dedicar-se ao carnaval, Evandro fez parte do corpo de baile do Teatro Colón de Buenos Aires. Formado em Direito, iniciou nos concursos de fantasia em 1956, em Salvador, tendo completado 25 anos de carreira nas passarelas 
É patrono da cadeira número 16 da Academia Brasileira da Moda, ocupada por Rosa Magalhães.